# Баффало (озеро, Альберта)
Озеро Баффало (англ. Buffalo Lake) — озеро в провінції Альберта в Канаді. Розкинулось у центральній частині провінції, за 40 км на північний схід від міста Ред-Дір. Одне із середніх за величиною озер Канади — загальна площа дорівнює 93,5 км. Озеро мілководне — середня глибина становить лише 2,8 метра.
Складається з чотирьох водойм. Бухта Мейн Бей розташована в східному кінці озера, вона найбільша і найглибша (максимальна глибина до 6,5 метра), більша частина зон відпочинку розташовані саме тут. Бухта Секондері Бей, на захід від Мейн Бей, втричі менша за неї й набагато мілкіша (максимальна глибина лише 2,5 метра), у 30-х роках XX століття, коли рівень озера досяг свого мінімуму, по дну бухти їздили фургони. Нарроуз — це протока між Секондері Бей і Парлбі Бей, яка є популярним місцем риболовлі. Парлбі Бей — найменша бухта на захід від протоки Нарроуз, вона ж є і наймілкішою (максимальна глибина лише 1,1 метра) і найбільш зарослою водоростями частиною озера, що зробило її прекрасним середовищем проживання для водоплавних птахів.
Живиться озеро від річки Парлбі Крік, що впадає в Парлбі Бей із заходу, від невеликих струмків, а також від підземних вод. Стоку з озера не було від 1929 року. Вода в озері слабкосолона. Озеро Баффало належить до басейну річки Ред-Дір.
Розвинене спортивне рибальство на щуку. Заради збільшення рибних запасів у період нересту від кінця березня до кінця травня рибальство заборонене.
Озеро назване Буйволячим (Баффало — буйвіл, бик) через схожість зображення озера на мапі із зображенням буйвола в профіль.
Вперше з'явилося на мапі Девіда Томпсона 1814 року.